# Vernársky potok
Vernársky potok – potok na Słowacji, prawy dopływ Hornadu. Ma źródła w górach na południe od miejscowości Vernár, najwyżej położone znajdują się na wysokości około 930 m n.p.m. Spływa w północno-zachodnim kierunku przez miejscowości Vernár i Hranovnica. Jego dolina oddziela Niżne Tatry od Słowackiego Raju. W miejscowości Hranovnica wypływa na Kotlinę Hornadzką i uchodzi do Hornadu na wysokości około 593 m.
Głównymi dopływami Vernarskiego potoku są: Strateník, Mlynica, Teplý potok, Kotlička – wszystkie lewobrzeżne, spływające z Niżnych Tatr. Potoki spływające ze Słowackiego Raju są mniejsze i bezimienne.